# Ellen Ekholm
Ellen Ekholm, född 12 februari 1996, är en svensk friidrottare (höjdhopp). 
Ekholm deltog 2015 vid junior-EM i Eskilstuna där hon gick vidare till final och sedan tog hem silvermedaljen på personliga rekordet 1,83.

## Personliga rekord
| Utomhus - Höjdhopp – 1,90 (Karlstad 3 augusti 2025) | Inomhus - Höjdhopp – 1,91 (Texas 29 februari 2020) |

### Fotnoter
1. 1 2  ”European Athletics U20 Championships - Eskilstuna 2015” (på engelska). european-athletics.org. http://www.european-athletics.org/competitions/european-athletics-u20-championships/history/year=2015/results/index.html. Läst 30 oktober 2017.
2. ↑  ”Resultat: Friidrotts-SM, Norrköping 5‐7.8.22”. friidrottsstatistik.se. https://www.friidrottsstatistik.se/resultsswe.php?CID=13019519&Season=2022. Läst 7 augusti 2022.
3. ↑  ”Resultat: Friidrotts-SM, Söderhamn 28‐30.7.23”. friidrottsstatistik.se. https://www.friidrottsstatistik.se/resultsswe.php?CID=13045848&Season=2023. Läst 7 september 2023.
4. ↑  ”Resultat: Friidrotts-SM, Uddevalla 28‐30.6.24”. friidrottsstatistik.se. https://www.friidrottsstatistik.se/resultsswe.php?CID=13077169&Season=2024. Läst 29 juni 2024.
5. ↑  ”Resultat: Friidrotts-SM, Karlstad 31.7‐3.8.25”. friidrottsstatistik.se. https://www.friidrottsstatistik.se/resultsswe.php?CID=13110713&Season=2025. Läst 1 augusti 2025.
6. ↑  ”Stora inne-SM 2016, resultat”. livetiming.se. Arkiverad från originalet den 24 juni 2016. https://web.archive.org/web/20160624013514/http://livetiming.se/track/ism16/. Läst 26 maj 2016.
7. ↑  ”Resultat: ISM, Malmö/A 17‐19.2.23 Inne”. friidrottsstatistik.se. https://www.friidrottsstatistik.se/resultsswe.php?CID=13028716&Season=2023. Läst 20 februari 2023.
8. ↑  ”Resultat: ISM, Karlstad 16‐18.2.24 Inne”. friidrottsstatistik.se. https://www.friidrottsstatistik.se/resultsswe.php?CID=13055642&Season=2024. Läst 29 juni 2024.
9. 1 2 3  ”Personsida på IAAF:s webbplats” (på engelska). iaaf.org. https://www.iaaf.org/athletes/sweden/ellen-ekholm-301286. Läst 27 januari 2020.
10. ↑  Hedman, Jonas (19 juli 2015). ”JEM19 4: Sensationellt brons för Ellen Ekholm!”. friidrott.se. Arkiverad från originalet den 7 november 2017. https://web.archive.org/web/20171107012828/http://www.friidrott.se/nyheter.aspx?id=18399. Läst 30 oktober 2017.
11. 1 2  ”Personsida på European Athletics' webbplats” (på engelska). european-athletics.org. http://www.european-athletics.org/athletes/group=e/athlete=96936-ekholm-ellen/index.html. Läst 18 oktober 2018.